# 菲爾莫爾鎮區 (北達科他州迪瓦德縣)
菲爾莫爾鎮區（英語：Fillmore Township）是位於美國北達科他州迪瓦德縣的一個鎮區。

## 地方資料
菲爾莫爾鎮區的面積為108.81平方千米，當中陸地面積為105.82平方千米，而水域面積為2.99平方千米。根據2020年美國人口普查的數據，當地共有人口99人，而人口密度為每平方千米0.91人。